# Pseudobactrodesmium
Pseudobactrodesmium is een geslacht van korstmossen behorend tot de familie Byssolomataceae. De typesoort Pseudobactrodesmium aquaticum.

## Soorten
Volgens Index Fungorum bevat het geslacht vier soorten (peildatum december 2021):
| Soortnaam                          | Auteur(s)                                                                        | Publicatiejaar |
| ---------------------------------- | -------------------------------------------------------------------------------- | -------------- |
| Pseudobactrodesmium aquaticum      | W. Dong, H. Zhang & K.D. Hyde                                                    | 2020           |
| Pseudobactrodesmium chiangmaiensis | X.D. Yu, W. Dong & K.D. Hyde                                                     | 2020           |
| Pseudobactrodesmium longisporum    | (M.B. Ellis) W. Dong & K.D. Hyde                                                 | 2020           |
| Pseudobactrodesmium stilboideum    | (R. F. Castañeda & G.R.W. Arnold) M.S. Calabon, Boonmee, E.B.G. Jones &K.D. Hyde | 2021           |